# 富士宮市立柚野中学校
富士宮市立柚野中学校（ふじのみやしりつ ゆのちゅうがっこう）は、静岡県富士宮市下柚野にある公立中学校である。柚野小学校と隣接している。
略称は「柚野」

## 通学区域
大鹿窪区 猫沢区 明光台区 上柚野区 下柚野区 鳥並区  西山区（市道西山1143号線以北）

## 指定避難所
本校と隣接する柚野小学校はともに、以下の地域の避難所に指定されている。
- 大鹿窪区、猫沢区、明光台区、上柚野区、下柚野区、鳥並区